# Sloanea versteeghii
Sloanea versteeghii är en tvåhjärtbladig växtart som beskrevs av Albert Charles Smith. Sloanea versteeghii ingår i släktet Sloanea och familjen Elaeocarpaceae. Inga underarter finns listade i Catalogue of Life.